# Ammannia baccifera
Ammannia baccifera és una espècie de planta dins la família litràcia. És planta nadiua de les regions tropicals d'Àsia, Amèrica i Àfrica, i s'ha estès a altres llocs del món, incloent Catalunya i el País Valencià.
És una planta anual herbàcia que es troba en aiguamolls, arrossars i altres llocs humits a baixa altitud. Fa fins a 50 cm d'alt. El fruit és una càpsula gairebé esfèrica d'1,2 mm de diàmetre.
És una planta medicinal usada contra el mal de panxa, males digestions i flatulència excessiva. També es fa servir en la medicina Ayurveda. Estudis recents mostren que l'extracte d'aquesta planta té activitats antiesteroidegèniques (Ramaiyan Danapal et al., 2005), antioxidants i hepatoprotectores (Lavanya et al., 2009).